# Contulma bacula
Contulma bacula is een schietmot uit de familie Anomalopsychidae. De soort komt voor in het neotropisch gebied, met name in Ecuador.